# Helicopsyche guadeloupensis
Helicopsyche guadeloupensis är en nattsländeart som beskrevs av Malicky 1980. Helicopsyche guadeloupensis ingår i släktet Helicopsyche och familjen Helicopsychidae. Inga underarter finns listade i Catalogue of Life.